# Слотняк фіолетовий
Слотняк фіолетовий (Phoeniculus damarensis) — вид птахів родини слотнякових (Phoeniculidae). Птах населяє ліси мотапе в Анголі, Намібії, Танзанії та Кенії. Тіло сягає 34-40 см завдовжки та важить 76-94 г. Оперення темне, блискуче з синьо-зеленим на зобі і фіолетовим відливом на голові та спині. Хвіст довгий, ступінчастий з білими плямами на стернових пір'їнах. Ноги короткі, червоні.